# Attacco al college
Attacco al college (Demolition High) è un film d'azione statunitense del 1996 diretto da Jim Wynorski.

## Trama
Un gruppo di terroristi guidati da Luther prende in ostaggio gli studenti e il personale in una scuola superiore della California. Mentre fuori le autorità lavorano ad una negoziazione con i terroristi, un gruppo di studenti, guidato da Lenny Slater, un ragazzo da poco trasferitosi da New York, trama per una rivolta, per evitare un disastro.

## Produzione
Il film fu prodotto dalla Sunset Films International, diretto da Jim Wynorski e girato a Chatsworth e North Hollywood, Los Angeles, in California dal 7 settembre al 22 settembre 1995. Il regista Jim Wynorski viene citato all'inizio del film quando due studenti parlano del loro allenatore, Wynorski, che ha un rapporto con una delle studentesse. Corey Haim interpreta Lenny Slater, lo studente che dà il via alla rivolta contro i terroristi. Nel cast sono presenti anche Alan Thicke e Dick Van Patten. Il soggetto è molto simile a quello di Toy Soldiers - Scuola di eroi, del 1991.

## Distribuzione
Il film fu distribuito negli Stati Uniti solo per il circuito direct-to-video e in televisione da Astra Cinema e New City Releasing nel 1996.
Alcune delle uscite internazionali sono state:
- negli Stati Uniti a febbraio 1996 (Demolition High, American Film Market)
- in Spagna (Amenaza en el instituto)
- in Ungheria (Bombariadó élesben)
- in Grecia (I megali proklisi)
- in Danimarca (Terror on High School)
- in Italia (Attacco al college)

## Promozione
La tagline è: "A high-voltage thriller!" ("Un thriller ad alta tensione!").

## Sequel
Attacco al college ha avuto un seguito: Demolition University del 1999, in cui Corey Haim riprende il ruolo di Lenny Slater.